# Mordechai ben David
Mordechai Werdyger (Brooklyn 16 april 1951, Hebreeuws: מרדכי ורדיגר), bekender als Mordechai ben David (מרדכי בן-דוד, "Mordechai, zoon David", dit wil zeggen zoon van David Werdyger, een bekende Joodse cantor) is een populaire Joods-Amerikaanse zanger. Hij woont in Seagate, New York. Hij mengt traditionele chasidische melodieën met popmuziek, en komt zo tot de muziek van zijn albums en concerten. Zijn artiestennaam wordt vaak afgekort tot MBD. Hij wordt ook weleens "The King of Jewish Music" genoemd.      

## Discografie
- Mordechai Ben David Sings Original Chassidic Nigunim (1973)
- Hineni (1975)
- I'd Rather Pray and Sing (1977)
- Neshama Soul (1977)
- Vechol Maminim - Songs of Rosh Hashana (1979)
- Moshiach is Coming Soon (1980)
- Mordechai Ben David Live (1981)
- Memories (1981)
- Just One Shabbos (1981)
- Hold On (1984)
- Jerusalem Not For Sale (1986)
- Around the Year Vol. 1 (1988)
- The Double Album (1990)
- Let My People Go (1985)
- Moshiach, Moshiach, Moshiach (1992)
- Jerusalem Our Home - Lekovod Yom Tov (1993)
- MBD and Friends (1993)
- Solid MBD (1993)
- Tomid BeSimcha - Always Happy (1994)
- Once Upon a Niggun (1996)
- Chevron Forever (single)(1996)
- Ein Od Milvado (1997)
- The English Collection (1998)
- We Are One (1999)
- Maaminim (2001)
- Kumzits (2003)
- Nachamu Ami (2004)
- Oorah [single] (2005)
- Efshar Letaken (2006)

- Ich Hob Gevart (I Have Waited) (?)
- Live in Jerusalem (?)
- Special Moments (?)